# Aron Westén
Aron Westén, född 23 november 1737 i Arboga, död där 2 maj 1814, var en svensk präst och kyrkohistorisk författare.
Aron Westén var son till brukspatronen och rådmannen Erik Westén och Margareta Borg. Han inskrevs 1748 vid Uppsala universitet, där han 1761 blev filosofie magister. 1762 prästvigdes han, kallad till extraordinarie bataljonspredikant vid Västmanlands regemente, och blev 1765 ordinarie bataljonspredikant där samt 1766 regementspastor. 1767 utnämndes Westén till extraordinarie hovpredikant hos kronprins Gustav. Han blev hovpredikant och ledamot av hovkonsistorium 1774 samt var 1779–1801 kyrkoherde i Ramsbergs socken. Från 1801 till sin död var han kyrkoherde i Arboga. Westén erhöll prosts titel 1779, blev teologie doktor 1800 och kontraktsprost 1801. Han var fullmäktig vid riksdagarna 1792 och 1800. 
Westén gjorde sin främsta insats som kyrkohistorisk författare, speciellt på det biografiska området. Han utgav Svenska kongl. hof-clericiets historia (1-3, 1799–1814), vilken omfattade biografier över hovpredikanter från Gustav Vasas tid till omkring 1800. En fjärde del utgavs 1850 av Carl Edmund Wenström. Westéns arbete var endast avsett som en första del i ett större arbete, och han efterlämnade i manuskript en andra del, som beskrev konungarnas omsorg om religionen samt den offentliga gudstjänsten och den privata religionsutövningen vid hovet genom århundradena. Arbetet blev dock aldrig utgivet. Westén efterlämnade även andra manuskript, såsom Historisk ecclesiastik och Arbogia litterata et ecclesiastica. Samtliga förvaras i Västerås gymnasiebibliotek. Westéns biografiska arbete har stora förtjänster, speciellt genom talrika noter, som ofta innehåller dokument eller redogör för handlingar av allmänt historiskt intresse. Westén går dock inte sällan långt utanför sitt ämne, varför verket ter sig oenhetligt. Han är även ganska okritiskt i sina omdömen. Sitt största värde hade arbetet beträffande äldre tid.